# Řeka (film, 1984)
Řeka (v originále The River) je americký dramatický film z roku 1984, který režíroval Mark Rydell, napsali Robert Dillon a Julian Barry a v hlavních rolích se objevili Sissy Spacek, Mel Gibson a Scott Glenn. Film vypráví příběh rodiny farmářů v údolí řeky Tennessee, která se snaží udržet svou farmu před krachem tváří v tvář bankovním exekucím a záplavám. Otec čelí dilematu, že musí pracovat jako stávkující v ocelárně, aby udržel rodinnou farmu před zabavením. Film byl natočen podle skutečného příběhu farmářů, kteří nevědomky přijali práci stávkokaze v ocelárně poté, co jim úrodu zničil déšť.
Snímek byl uveden do kin 19. prosince 1984 společností Universal Pictures. Film získal smíšené hodnocení, kritici chválili výkon Spacekové a kameru, ale kritizovali scénář, provedení a výkon Gibsona, kterého mnozí považovali za špatně obsazeného. Film byl kasovně neúspěšný a při rozpočtu 18 milionů dolarů vydělal pouze 11,5 milionu dolarů. Přesto získal čtyři nominace na 57. ročníku udílení Oscarů: za nejlepší ženský herecký výkon (pro Spacekovou), nejlepší původní hudbu, nejlepší zvuk, nejlepší kameru a získal cenu za zvláštní zásluhy.

## Děj
Tom a Mae Garveyovi žijí se svými dvěma dětmi na farmě ve východním Tennessee, která patří Tomově rodině po generace. Těžká ekonomická situace snížila ceny půdy a jejich pozemky, sousedící s řekou, jsou často zaplavovány. Místní senátor Neiswinder a banka hrají podle pravidel Joa Wada, který vlastní místní mlýn a tajně skupuje pozemky u řeky, aby mohl postavit přehradu. Ta by přinesla elektřinu i zavlažování pro jeho vlastní půdu.
Kvůli rostoucímu tlaku je pro Garveyovy čím dál těžší si farmu udržet. Tom se rozhodne zabránit exekuci tím, že začne pracovat ve ocelárně – až pozdě zjistí, že tím překračuje stávkovou linii jako námezdní dělník. Práce je těžká a špatně placená. Mae mezitím na farmě utrpí vážné zranění a téměř přijde o ruku. Když rodina přijede za Tomem do města, oba si uvědomí, jak moc se jejich životy odloučením změnily.
Po skončení stávky musejí námezdní dělníci továrnu opustit bez ochrany. Místo násilí se s původními pracovníky navzájem mlčky pozorují, cítí společný osud a hanbou přiznávají vzájemné zoufalství. Tom se vrací na farmu a je spokojený s úrodou, ale Wade mu nabídne výkupní cenu, která nepokryje ani náklady. Zároveň odhalí plán přehrady, která by Tomovu farmu zcela zničila.
Po selhání zemědělské techniky a dalším nebezpečí povodní je Mae na pokraji sil a konfrontuje Toma s jeho tvrdohlavostí. Místní farmáři pomohou s výstavbou malé hráze, ale Wade přiváží jiné zoufal a zkrachovalé farmáře s cílem hráz zničit. Nabízí odměnu těm, kteří sabotují práci. Tom je žádá, aby se zamysleli – většina z nich byla v jeho situaci. Přesto je hráz proražena.
Navzdory všemu Tom začne sám opravovat hráz. Jeho vytrvalost nakonec inspiruje jeho rodinu i ostatní, aby se přidali. Wade si uvědomí, že prohrál, ale upozorňuje, že příroda nakonec stejně farmu zničí – a on bude čekat. Přesto rodina Garveyových nakonec sklidí úspěšnou úrodu.

## Obsazení
- Sissy Spacek jako Mae Garveyová
- Mel Gibson jako Tom Garvey
- Shane Bailey jako Lewis Garvey
- Becky Jo Lynch jako Beth Garveyová
- Scott Glenn jako Joe Wade
- Don Hood jako senátor Neiswinder
- Billy „Green“ Bush jako Harve Stanley
- James Tolkan jako Howard Simpson
- Jack Starrett jako předák Swick